# Gaetano Abela
Pour les articles homonymes, voir Abela.
Gaetano Abela (né en 1778 à Syracuse et mort le 28 décembre 1826 à Palerme) est un patriote sicilien du Risorgimento.

## Biographie
Après la restauration des Bourbons de 1821, Gaetano Abela devient un conspirateur carbonaro. Il se consacre à des opérations militaires dans les zones autour de Syracuse, dans le but de séparer la Sicile du royaume des Deux-Siciles. Arrêté, il fut accusé de tentatives révolutionnaires et pendu après un emprisonnement de cinq ans.

## Crédit d'auteurs
- (it) Cet article est partiellement ou en totalité issu de l’article de Wikipédia en italien intitulé « Gaetano Abela » (voir la liste des auteurs).